# Аморфа голая
Аморфа голая (лат. Amorpha glabra) — листопадный кустарник, вид рода Аморфа (Amorpha) семейства Бобовые (Fabaceae).

## Распространение и экология
Ареал вида охватывает Северную Америку — от Северной Каролины и Теннесси до Джорджии и Алабамы.

## Биологическое описание
Кустарник высотой до 2 м. Побеги с пурпурным оттенком, голые или слабо волосистые.
Листья длиной 7—16 см, с 9—19 листочками. Листочки эллиптические до эллиптически-яйцевидных, длиной 2—5 см, на верхушке закруглённые или слегка выемчатые, с закруглённым или несколько сердцевидным основанием, обычно голые.
Цветки пурпурные, в кистях длиной 6—15 см, обычно собранных по несколько. Чашечка по краю ресничатая; парус почти округлый, длиной 7 мм.
Бобы длиной 7—8 мм, с почти прямой спинкой, с единичными, мелкими железками.
Цветёт в мае — июне.

## Таксономия
Вид Аморфа голая входит в род Аморфа (Amorpha) трибы Amorpheae подсемейства Мотыльковые (Faboideae) семейства Бобовые (Fabaceae) порядка Бобовоцветные (Fabales).
|  |                                      |  |                                                             |                                                             |                   |  | ещё 4 семейства (согласно Системе APG II) | ещё 4 семейства (согласно Системе APG II)    |                                              |  |  |  | ещё около 470 родов | ещё около 470 родов |  |  |
|  |                                      |  |                                                             |                                                             |                   |  | ещё 4 семейства (согласно Системе APG II) | ещё 4 семейства (согласно Системе APG II)    |                                              |  |  |  | ещё около 470 родов | ещё около 470 родов |  |  |
|  |                                      |  |                                                             | порядок Бобовоцветные                                       |                   |  |                                           |                                              | подсемейство Мотыльковые                     |  |  |  |                     | вид Аморфа голая    |  |  |
|  |                                      |  |                                                             | порядок Бобовоцветные                                       |                   |  |                                           |                                              | подсемейство Мотыльковые                     |  |  |  |                     | вид Аморфа голая    |  |  |
|  | отдел Цветковые, или Покрытосеменные |  |                                                             |                                                             | семейство Бобовые |  |                                           |                                              | род Аморфа                                   |  |  |  |                     |                     |  |  |
|  | отдел Цветковые, или Покрытосеменные |  |                                                             |                                                             |                   |  |                                           |                                              |                                              |  |  |  |                     |                     |  |  |
|  |                                      |  | ещё 44 порядка цветковых растений (согласно Системе APG II) | ещё 44 порядка цветковых растений (согласно Системе APG II) |                   |  |                                           | ещё 2 подсемейства (согласно Системе APG II) | ещё 2 подсемейства (согласно Системе APG II) |  |  |  | ещё около 15 видов  |                     |  |  |
|  |                                      |  |                                                             | ещё 44 порядка цветковых растений (согласно Системе APG II) |                   |  |                                           |                                              | ещё 2 подсемейства (согласно Системе APG II) |  |  |  |                     |                     |  |  |